# Кояндинская ярмарка
49°52′05″ с. ш. 75°40′15″ в. д.
Кояндинская ярмарка, Ботовская ярмарка — ярмарка, периодически организованная в 1848—1930 годы в Кояндинском поселении по дороге Каркаралы — Кызылжар (Петропавловск). 

Кояндино-Ботовская ярмарка, фото начала 1900-х годов

Самая крупная из Семипалатинских ярмарок (1848—1930). Проводилась один раз в год, до 50-х гг. 19 в. с 25 мая по 25 июня, а с 1882 с 1 июня по 1 июля. На ярмарку из России, Центральной Азии привозились ткани, сахар, бытовые предметы. Во 2-й пол. 19 в. было много русских и татарских купцов, позже было больше казахских баев, занимающихся продажей скота. На Кояндинской ярмарке проводились собрания, на которых известные общественные деятели обсуждали социально-политические вопросы.

## История
15 мая 1848 года купец В. Ботов, возвращаясь обратно из Урумчи в Тобольск, сделал привал в 50-ти километрах от Каркаралинска, на берегу реки Талды. В народе эта долина, окруженная горами, носила название Коянды («местность, окруженная зайцами»). Здесь он сумел очень выгодно обменять весь свой товар на скот.